# Pieve Torina
Pieve Torina est une commune italienne d'environ 1 500 habitants, située dans la province de Macerata, dans la région Marches, en Italie centrale.

## Monuments et patrimoine
- Réserve naturelle du Mont Torricchio

## Administration
| Période                                  | Période | Identité | Étiquette | Qualité |
| ---------------------------------------- | ------- | -------- | --------- | ------- |
|                                          |         |          |           |         |
| Les données manquantes sont à compléter. |         |          |           |         |

### Communes limitrophes
Fiordimonte, Monte Cavallo, Muccia, Pievebovigliana, Serravalle di Chienti, Ussita, Visso